# Corine Pelluchon
Corine Pelluchon (França, 2 de novembre de 1967) és una filòsofa i professora de filosofia francesa. Treballa a la Universitat Gustave Eiffel. És especialista en filosofia política i ètica aplicada i s'ha centrat especialment en qüestions de bioètica, filosofia del medi ambient i política de l'animalisme. És autora de llibres com ara Les Nourritures. Philosophie du corps politique o Manifest animalista: polititzar la causa animal. En aquesta obra, Pelluchon fa palesa la violència a la qual són sotmesos els animals i porta el debat al centre de l'esfera política. El 2018 ha publicat en francès Éthique de la considération.

## Publicacions
- La Flamme ivre (en francès).  Desclée de Brouwer, 1999 (« Littérature ouverte »). ISBN 2-220-04640-0.
- Leo Strauss, une autre raison, d'autres Lumières : essai sur la crise de la rationalité contemporaine (en francès).  Vrin, 2005 (collection « Problèmes et Controverses »). ISBN 2-7116-1756-4. Prix François-Furet 2006
- La raison du sensible : entretiens autour de la bioéthique (en francès).  Artège, 2009. ISBN 978-2-916053-59-2.
- Éléments pour une éthique de la vulnérabilité : les hommes, les animaux, la nature (en francès).  Paris, Le Cerf, coll. « Humanités », 2011. ISBN 978-2-204-08824-4. (Grand prix Moron de l'Académie française 2012)
- Comment va Marianne ? Conte philosophique et républicain (en francès).  París: François Bourin, 2012. OCLC 810659359.
- Tu ne tueras point : réflexions sur l'actualité de l'interdit du meurtre (en francès).  París: Le Cerf, coll. « Passages », 2013. OCLC 829991465.
- Les nourritures : philosophie du corps politique (en francès).  París: Seuil, 2015 (« L'Ordre philosophique »). ISBN 978-2-02117-037-5. Prix Édouard-Bonnefous, 2015 ; Prix Paris-Liège 2016.
- Manifeste animaliste : politiser la cause animale (en francès).  Alma éditeur, 2017.
- Éthique de la considération (en francès).  Paris, Seuil, coll. « L'Ordre philosophique », 2018. ISBN 9782021321609.
  - Pour comprendre Levinas, Seuil, coll. « La couleur des idées », 2020  (ISBN 978-2021442175)
  - Réparons le monde. Humains, animaux, nature, Rivages, coll. « Petite Bibliothèque », 2020  (ISBN 2743649984)
  - Les Lumières à l'âge du vivant, Seuil, coll. « Ordres philosophiques », 2021  (ISBN 2021425010)
  - Paul Ricœur, philosophe de la reconstruction : Soin, attestation, justice, Presses universitaires de France, 2022  (ISBN 9782130827207)
  - L'Espérance ou la traversée de l'impossible, Rivages, coll. « Bibliothèque », 2023  (ISBN 9782743658472)
  - L'Être et la Mer. Pour un existentialisme écologique, PUF, 2024  (ISBN 9782130850434)